# Monumento ad Al'oša
Il monumento ad Al'oša (in bulgaro Альоша?), o Monumento all'esercito sovietico (in bulgaro Паметник на Съветската армия?, Pametnik na Săvetskata armija), è un monumento dedicato alla liberazione dall'occupazione nazista della città bulgara di Plovdiv, situato sulla collina di Bunardžik, la "Collina dei liberatori". Il monumento raffigura un soldato sovietico.

## Descrizione
Il monumento è una scultura in cemento armato alta 11,5 metri che raffigura un soldato sovietico che guarda verso est. In mano ha un PPŠ-41 puntato verso il suolo.
Gli scultori sono Vasil Radoslavov, Ljubomir Dalčev, Todor Bosilkov e Aleksandăr Kovačev. Gli architetti furono N. Marangozov e altri. Il monumento è stato eretto nel 1954 e inaugurato il 5 novembre 1957.
La scultura è eretta su un piedistallo di 6 metri rivestito di sienite e granito. Il piedistallo è decorato con i bassorilievi in cui si legge "L'esercito sovietico sconfigge il nemico" (di Georgi Kocev) e "Il popolo incontra i soldati sovietici" (di Aleksandăr Zankov).
Un'ampia scalinata di cento gradini conduce al monumento, che si trova al centro di una grande piattaforma panoramica. Gli autori della soluzione architettonica e progettuale sono Boris Markov, Nikolaj Marangozov, Petăr Cvetkov.
Il monumento è visibile da quasi tutta la città.

## Storia della creazione

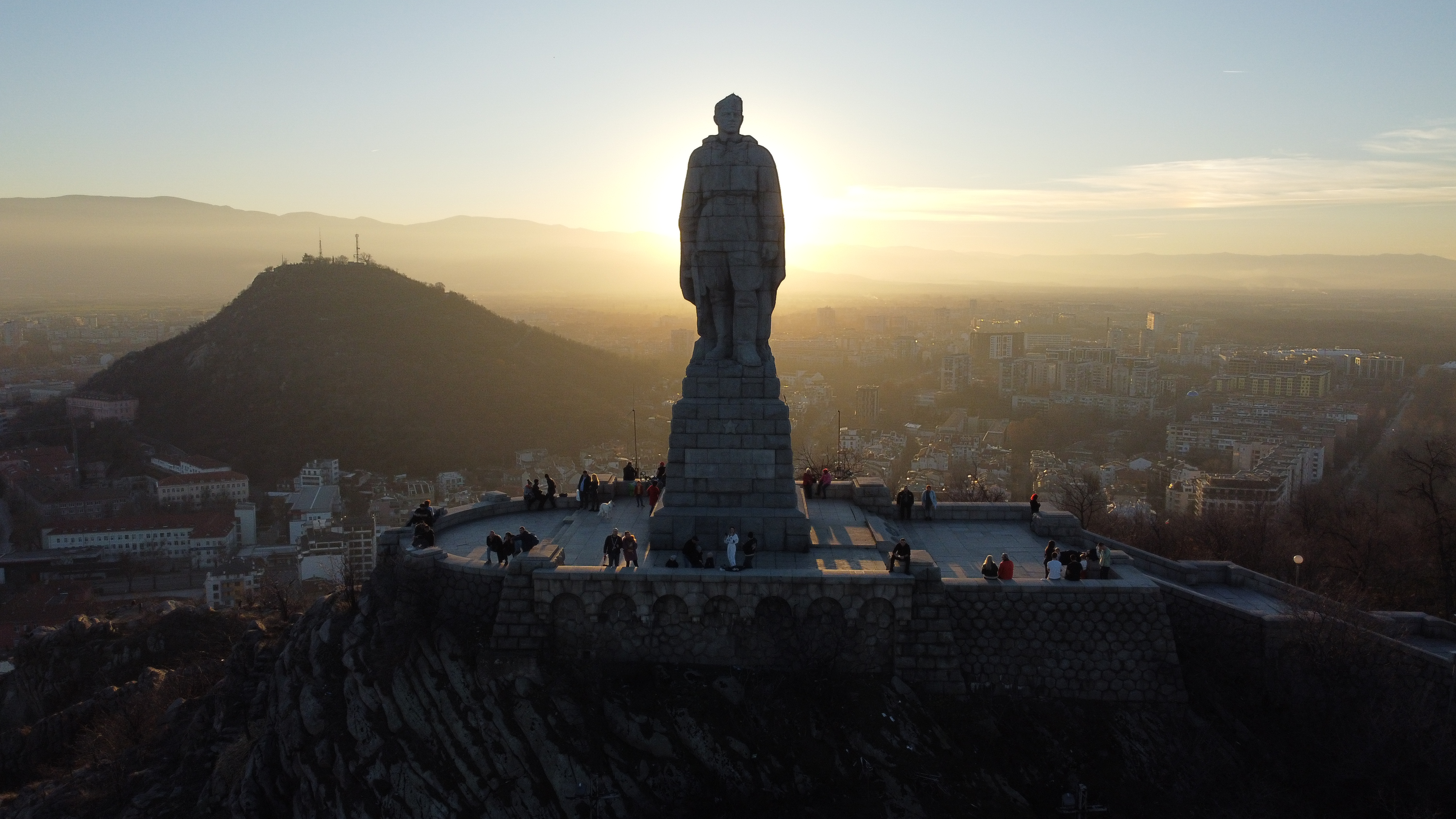
Il monumento completo di piattaforma panoramica.

L'idea di costruire un monumento sulla collina di Bunardžik in onore dei soldati-liberatori sovietici risale al 1948. Il 9 maggio 1948 fu istituito un comitato d'iniziativa cittadino per la costruzione di un monumento ai soldati sovietici, che comprendeva personalità pubbliche, architetti, artisti, scrittori e insegnanti. Era guidato dal capo della guarnigione militare di Plovdiv, il generale Asen Grekov. Lo stesso giorno fu effettuata la posa simbolica delle fondamenta del monumento.
Un anno dopo è stato indetto un concorso in tutta la Bulgaria per la progettazione del monumento, al quale hanno partecipato dieci team creativi. La commissione scelse due varianti: "Krasnyj Bogatyr" e "Pobeda", i cui autori ebbero un anno di tempo per finalizzare. Nel 1950, la commissione scelse il progetto "Krasnyj Batyr", creato dal team guidato da Vasil Radoslavov. Quando il modello fu eretto sul sito del futuro monumento, si evidenziarono alcune carenze. Secondo l'idea degli autori, il monumento avrebbe dovuto essere composto da tre elementi, ma questi si fondevano contro il cielo e la composizione perdeva la sua bellezza. Si decise quindi di lasciare solo il guerriero. Nel giugno 1950, questa versione fu approvata.

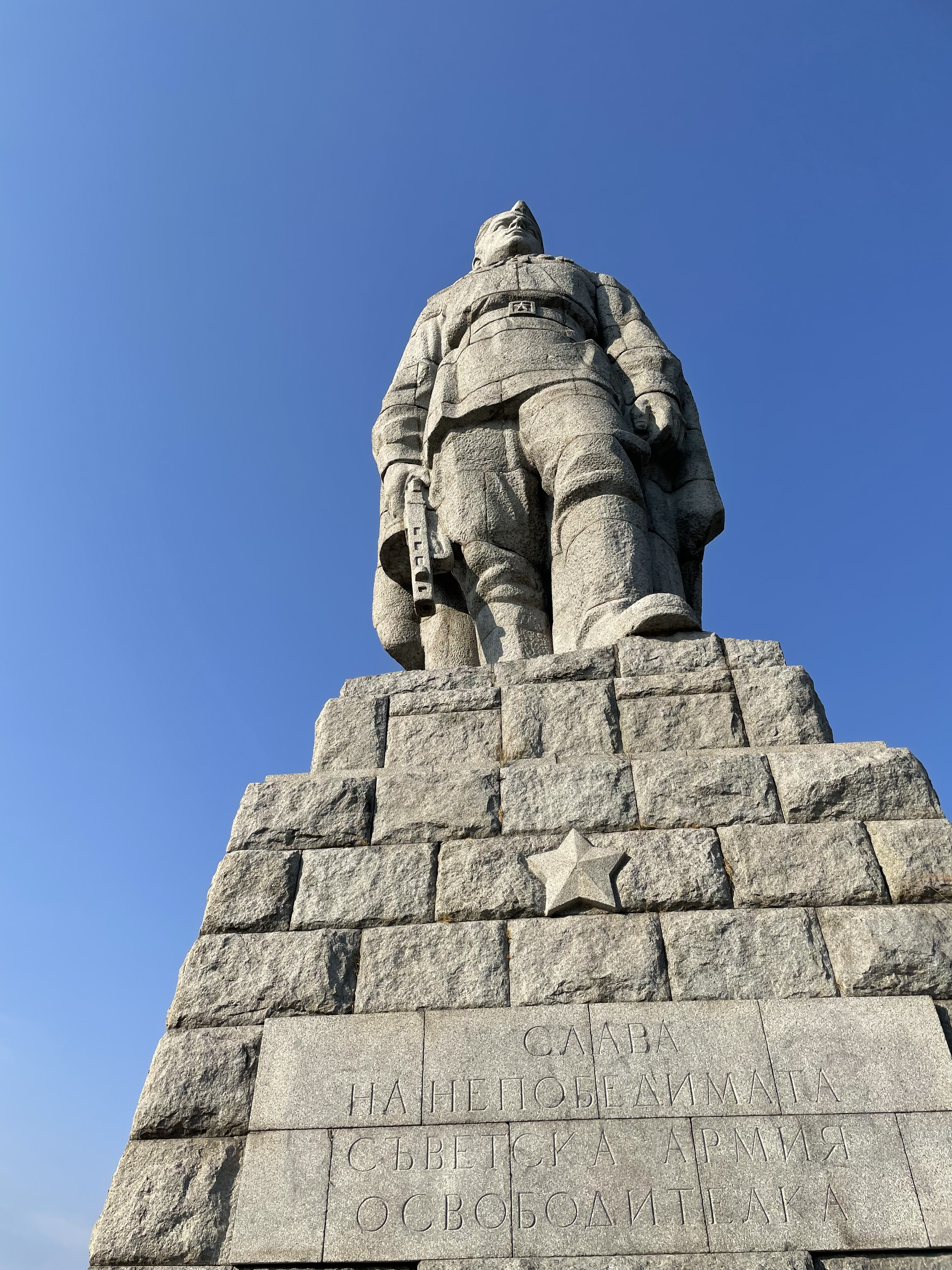
Dettaglio sull'iscrizione alla base del piedistallo: "Gloria all'invincibile esercito sovietico liberatore"

Il prototipo del monumento è il sergente del 234º reggimento di artiglieria della 228ª divisione di fanteria Aleksej Ivanovič Skurlatov, che nel 1944 stava ripristinando la linea telefonica Plovdiv-Sofia. A Plovdiv, Alexei Ivanovich divenne amico di un lavoratore della centrale telefonica, Metodi Vitanov, membro della Resistenza bulgara. Metodi Vitanov diede la fotografia di Alexei allo scultore Vasil Radoslavov, che creò un monumento basato su questa immagine.

## Tentativi di demolizione ed episodi di vandalismo
Il primo tentativo di demolire il monumento "in quanto simbolo dell'occupazione sovietica" è stato fatto dal Consiglio della Comunità di Plovdiv nel 1989. Tuttavia, i residenti di Plovdiv hanno organizzato attività in difesa del monumento, tra cui veglie 24 ore su 24 presso "Al'oša"; le donne locali hanno intrecciato una martenitsa gigante - simbolo di salute e longevità - intorno al collo del "soldato russo" con fili rossi e bianchi.
Il tentativo successivo risale al 1993, quando il sindaco (kmet) di Plovdiv decise di smantellare il monumento. Questa decisione fu osteggiata da decine di organizzazioni pubbliche bulgare e un gruppo di veterani russi residenti in Bulgaria minacciò addirittura un atto di auto-immolazione pubblica se il monumento fosse stato distrutto.
Nel 1996, il Consiglio comunale di Plovdiv decise nuovamente di demolire il monumento. La decisione è stata annullata dal Tribunale distrettuale. Nello stesso anno la Corte Suprema di Bulgaria ha stabilito che il monumento è un monumento alla Seconda Guerra Mondiale e non può essere demolito.
Il monumento è stato più volte vandalizzato nel 2013, e negli anni successivi.
Nel 2024 a Plovdiv ci sono state altre proteste sia da parte dei sostenitori della demolizione del monumento che degli oppositori. Gli oppositori della demolizione hanno condannato l'iniziativa delle autorità di Plovdiv di demolire "Al'oša" (la decisione di demolirlo è stata presa dal Comune di Plovdiv), accusando l'Ambasciata degli Stati Uniti di essere coloro che hanno proposto l'iniziativa di demolire il monumento al soldato sovietico e definendola una guerra degli Stati Uniti contro la Russia in territorio bulgaro.

## Simbolo di Plovdiv
Nel 1966, il poeta Konstantin Vanšenkin e il compositore Ėduard Kolmanovskij scrissero una canzone dedicata al monumento di Plovdiv, intitolata "Al'oša". Fino al 1989, questa canzone è stata l'inno ufficiale della città di Plovdiv.
Anche il poeta Robert Roždestvenskij ha dedicato al monumento la sua poesia "Monumento al soldato Al'oša a Plovdiv".
Il 5 novembre 2007 si è tenuta a Plovdiv una cerimonia in occasione del 50º anniversario della creazione del monumento "Al'oša". Per l'occasione sono stati emessi un francobollo commemorativo in una piccola edizione di 650 esemplari e una cartolina postale. Plamen Vachkov, presidente dell'Agenzia statale per le tecnologie dell'informazione e delle comunicazioni, e Todor Petkov, capo dell'amministrazione di Plovdiv, hanno preso parte alla cerimonia di timbratura.